# 1684 en musique classique
| \| • Retour à la chronologie générale de la musique classique • \| |
| Grèce • Rome • Haut Moyen Âge • VIIIe siècle • IXe siècle • Xe siècle • XIe siècle XIIe siècle • XIIIe siècle • XIVe siècle • XVe siècle • XVIe siècle • XVIIe siècle XVIIIe siècle • XIXe siècle • XXe siècle • XXIe siècle |
| • Retour à la chronologie générale de la musique classique • |

| Années en musique classique : 1681 - 1682 - 1683 - 1684 - 1685 - 1686 - 1687    |
| Décennies en musique classique : 1650 - 1660 - 1670 - 1680 - 1690 - 1700 - 1710 |

## Événements
- 18 janvier : première représentation au théâtre du Palais-Royal de Amadis, tragédie lyrique écrite par Philippe Quinault et mise en musique par Jean-Baptiste Lully[1]
- Te Deum de Michel-Richard Delalande.
- Actéon, Pastorale en musique, de Marc-Antoine Charpentier.
- Orphée descendant aux enfers, cantate de Marc-Antoine Charpentier.
- Marc-Antoine Charpentier est nommé maître de musique au collège Louis-le-Grand.

## Naissances
- 16 février : Bohuslav Matěj Černohorský, organiste et compositeur tchèque († 1er juillet 1742).
- 29 février : Ferdinand-Joseph de Cupis Camargo, violoniste et maître à danser († 19 mars 1757).
- 31 mars : Francesco Durante, compositeur italien († 30 septembre 1755).
- 22 juin : Francesco Manfredini, violoniste et compositeur italien († 6 octobre 1762).
- 18 septembre : Johann Gottfried Walther, organiste, compositeur, théoricien et lexicographe de la musique allemand († 23 mars 1748).
- 23 septembre : Johann Theodor Roemhildt, compositeur baroque allemand († 26 octobre 1756).

Date indéterminée :
- François Bouvard, compositeur français († 2 mars 1760).
- François d'Agincourt, compositeur et claveciniste français († 30 avril 1758).

## Décès

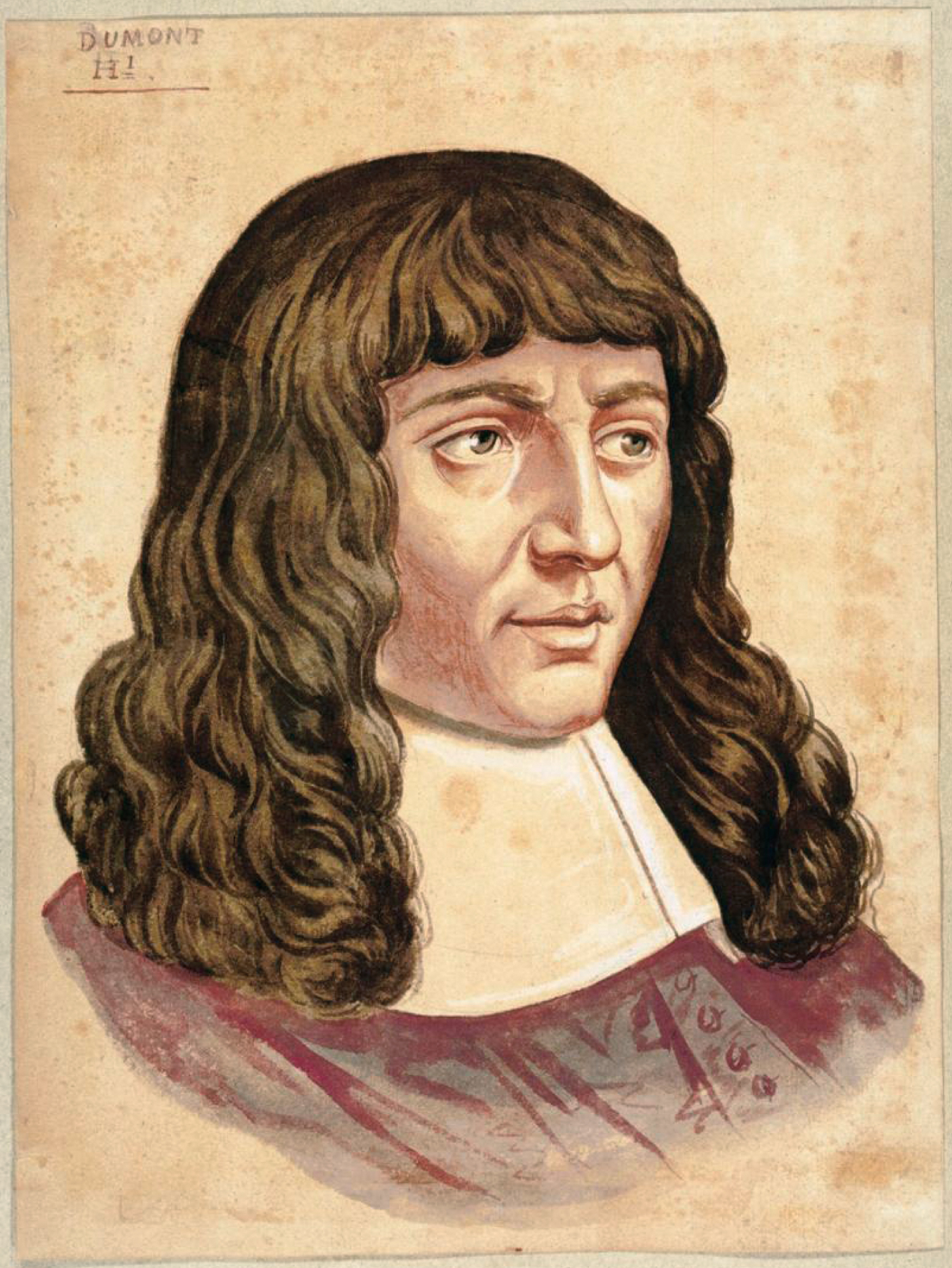
Henry Du Mont

- 8 mai : Henry Du Mont, compositeur belge (° 1610).
- 12 septembre : Johann Rosenmüller, compositeur allemand (° 24 août 1617).
- 12 décembre : Pietro Andrea Ziani, organiste et compositeur italien (° 1616).